# Michel (Mudimbi)
Michel è il primo album in studio del rapper italiano Mudimbi, pubblicato il 23 marzo 2017 dalla Warner Music Italy.
Il disco è stato pubblicizzato attraverso manifesti affissi nelle principali città italiane, sui quali è stata stampata una fotografia di Mudimbi a soli sette mesi di vita. Le illustrazioni dei libretti inclusi nei CD sono state affidate al fumettista Maicol & Mirco (noto per le vignette degli Scarabocchi), concittadino del rapper. Inoltre, le copie fisiche dell'album contengono disegni da colorare, ritagliare, spezzettare ed incollare, tutti pertinenti alle canzoni dell’album, oltre ad altri piccoli giochi.
In seguito alla partecipazione dell'artista marchigiano al Festival di Sanremo del 2018, durante il quale si è classificato terzo nella categoria Nuove Proposte con Il mago, il 9 febbraio 2018 è stata pubblicata una speciale riedizione del disco, in cui sono state affiancate alle originali 12 tracce altre due: il brano del Festival e Amemì.

## Tracce
Credits ricavati da Genius e Spotify.
Edizione originale
1. Scimmia - 3:21 (prod. Ceri)
2. SBA - 2:20 (prod. Ceri)
3. Risatatà - 3:41 [versione RMX - 2:42] (prod. Jeeba & Zaghi, Ale Bavo)
4. Giostre - 4:35 (prod. RIVA)
5. Empatia - 3:55 (prod. Ale Bavo & FiloQ)
6. Donne - 4:13 (prod. Ceri)
7. Tipi da club - 3:19 (prod. Aquadrop)
8. Tachicardia - 3:57 (prod. Ackeejuice Rockers)
9. Chi - 9:07 (prod. Jeeba & Zaghi)
10. Amnesia - 3:40 (prod. Ceri)
11. Schifo - 4:34 (prod. RIVA)
12. Tutto - 3:56 (prod. RIVA)

Edizione di Sanremo
1. Il mago - 3:07 (prod. 2nd Roof)
2. Donne - 4:13 (prod. Ceri)
3. Risatatà - 3:41 (prod. Jeeba & Zaghi, Ale Bavo)
4. Giostre - 4:35 (prod. RIVA)
5. Amemì - 3:29 [versione New Edit - 3:15 (prod. Mace & Swan)]
6. Empatia - 3:55 (prod. Ale Bavo & FiloQ)
7. Tipi da club - 3:19 (prod. Aquadrop)
8. Scimmia - 3:21 (prod. Ceri)
9. Chi - 9:07 (prod. Jeeba & Zaghi)
10. SBA - 2:20 (prod. Ceri)
11. Amnesia - 3:40 (prod. Ceri)
12. Tachicardia - 3:57 (prod. Ackeejuice Rockers)
13. Schifo - 4:34 (prod. RIVA)
14. Tutto - 3:56 (prod. RIVA)

"Amnesia" contiene campionamenti di "Schifo", "Tachicardia", "Tipi da club", "Empatia", "Giostre", "Risatatà", "Scimmia" e "Donne".

## Classifiche
| Classifica (2018) | Posizione massima |
| ----------------- | ----------------- |
| Italia            | 50                |